# China: Through the Looking Glass
China: Through the Looking Glass — выставка Института костюма нью-йоркского Метрополитен-музея, проходившая с 7 мая по 7 сентября 2015 года, посвящённая влиянию эстетики Китая на творчество западных дизайнеров и художников-модельеров. Экспозиция стала самой посещаемой в истории среди выставок Института костюма; её посетили 815992 человека.

## Информация о выставке
China: Through the Looking Glass проходила в Метрополитен-музее с 7 мая по 7 сентября 2015 года; тематикой выставки стало влияние культуры Китая на моду запада. Куратором выставки выступил Эндрю Болтон (при поддержке Гарольда Коды).
Выставка переворачивает концепцию ориентализма, решив сосредоточиться на «Востоке как первоисточнике». Экспозиция была «нацелена на то, чтобы переоценить концепцию, представленную в книге Эдварда Саида «Ориентализм», где образы востока в творчестве западных авторов представляются недостоверными и оправдывающими имперские претензии запада.
Выставка стала одним из популярнейших модных событий в Нью-Йорке, она собрала рекордное количество посетителей, обогнав по посещаемости предыдущего рекордсмена — выставку Savage Beauty более чем на 150 тысяч проданных билетов; всего выставку посетили 815992 человека. Изначально выставка должна была продлиться до 16 августа, но в результате ажиотажа её продлили до 7 сентября, а в последний уик-энд работы выставки музей был открыт 24 часа в сутки.
О выставке был снят документальный фильм The First Monday in May, вышедший 15 апреля 2016 года.

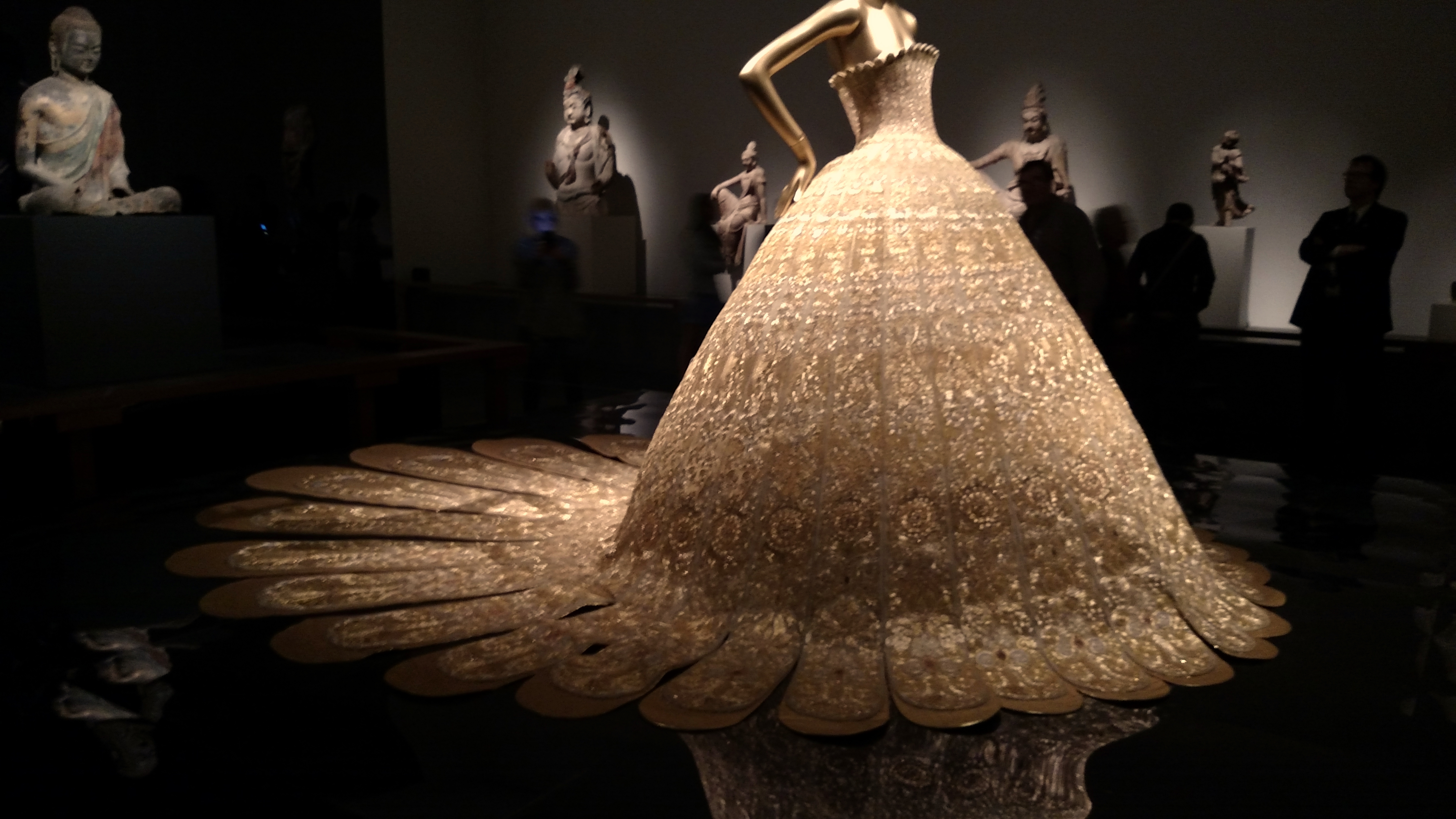
Критик издания The Economist посчитал вульгарным размещение золотого платья Го Пэй посреди Буддийских статуэток

## Отзывы
Изначально тематика выставки подверглась критике, поскольку экспозиция воспринималась как «напоминание о тонком институционализированном расизме, усугубляемом веками изоляционизма Азии, и об устойчивых западных стереотипах, обострённых невежеством и мемо-сущностью социальных сетей».
Издание The Washington Post уже в заголовке своей рецензии назвало выставку «большой красивой ложью», основанной на концепции ориентализма, однако при этом она «предлагает продуманное, выразительное и, порой, невероятно захватывающее исследование Китая как части более широкого культурного ландшафта» и что «выставка просто подчёркивает сложный характер культурного представления, общения и понимания». В отзыве от издания The Wall Street Journal выставка описывается как «Мультимедийная феерия, которая движется между тихим созерцанием и блистательным визуальным штурмом». Критик издания The Economist заявил, что выставка рассказывает о том, как «западная мода отражает искажённые представления о Китае и делает много отсылок к славным дням Голливуда». Автор рецензии считает некоторые моменты выставки вульгарными, например появление массивного золотого платья дизайнера Го Пэй в одной комнате вместе со статуями Буддийских святых: «Использование эмблем буддизма в рисунке ткани, по-видимому, является причиной выбора подобного окружения, но это ошибочное суждение». Тем не менее, автор делает заключение, что выставка смогла «познакомить новых посетителей с наслаждением от выдающихся образцов азиатского искусства в музее и, безусловно, станет развлечением. Хотя её гламурная ностальгия по более невинным и более наивным временам можно рассматривать как недостаток, это также является частью её очарования».

## Галерея экспонатов

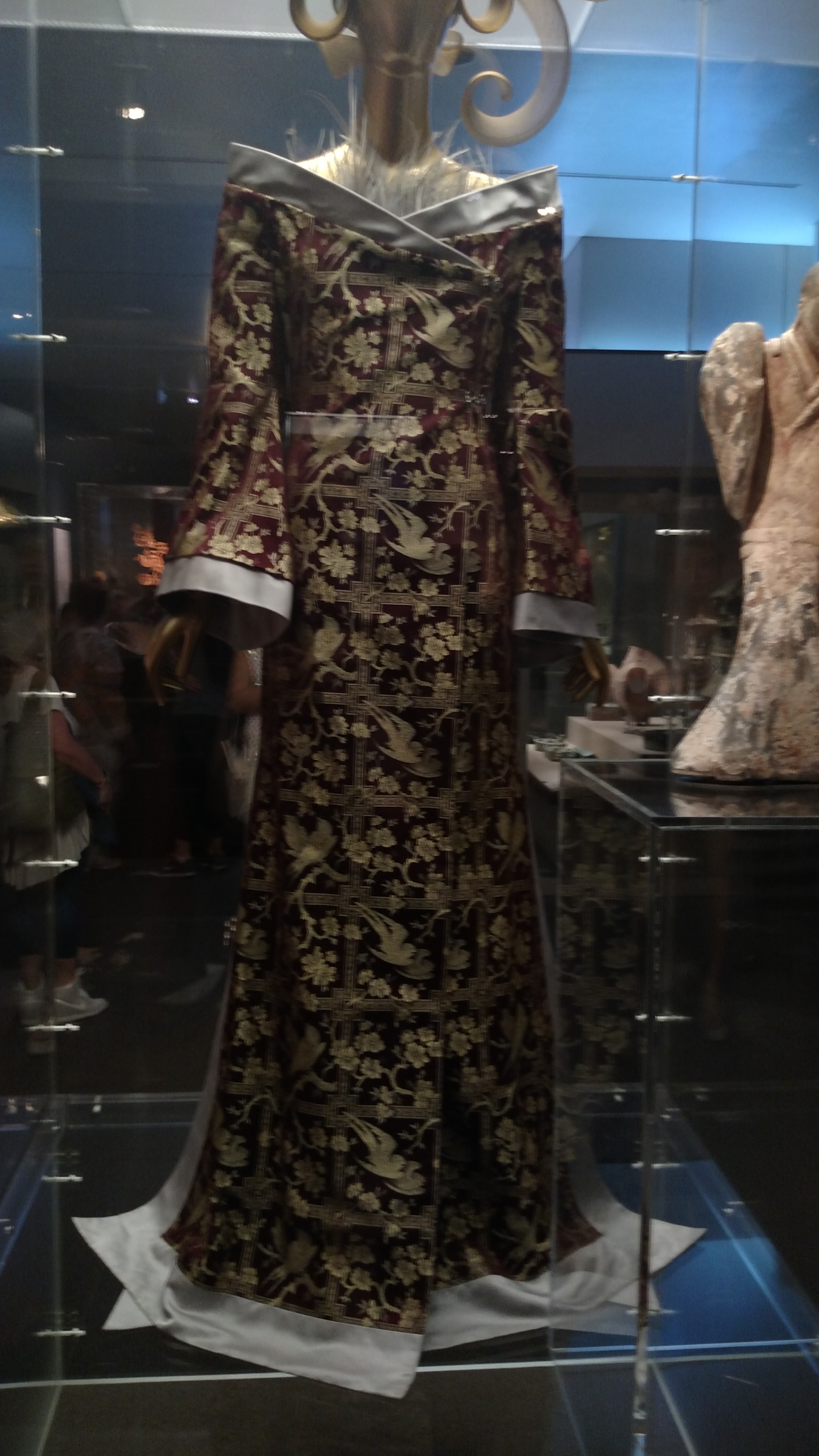
Платье авторства Александра Маккуина
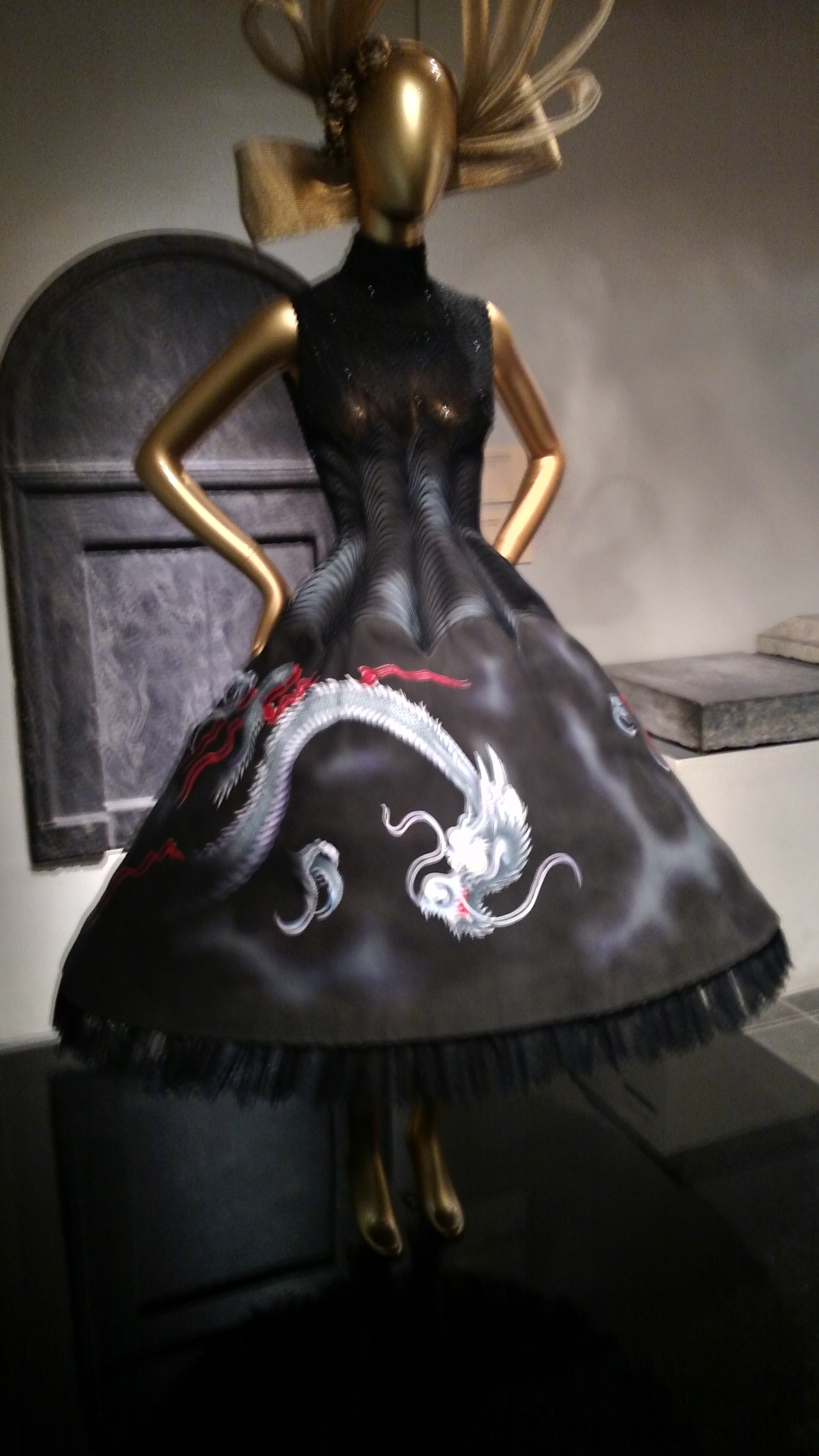
Вечернее платье от Givenchy
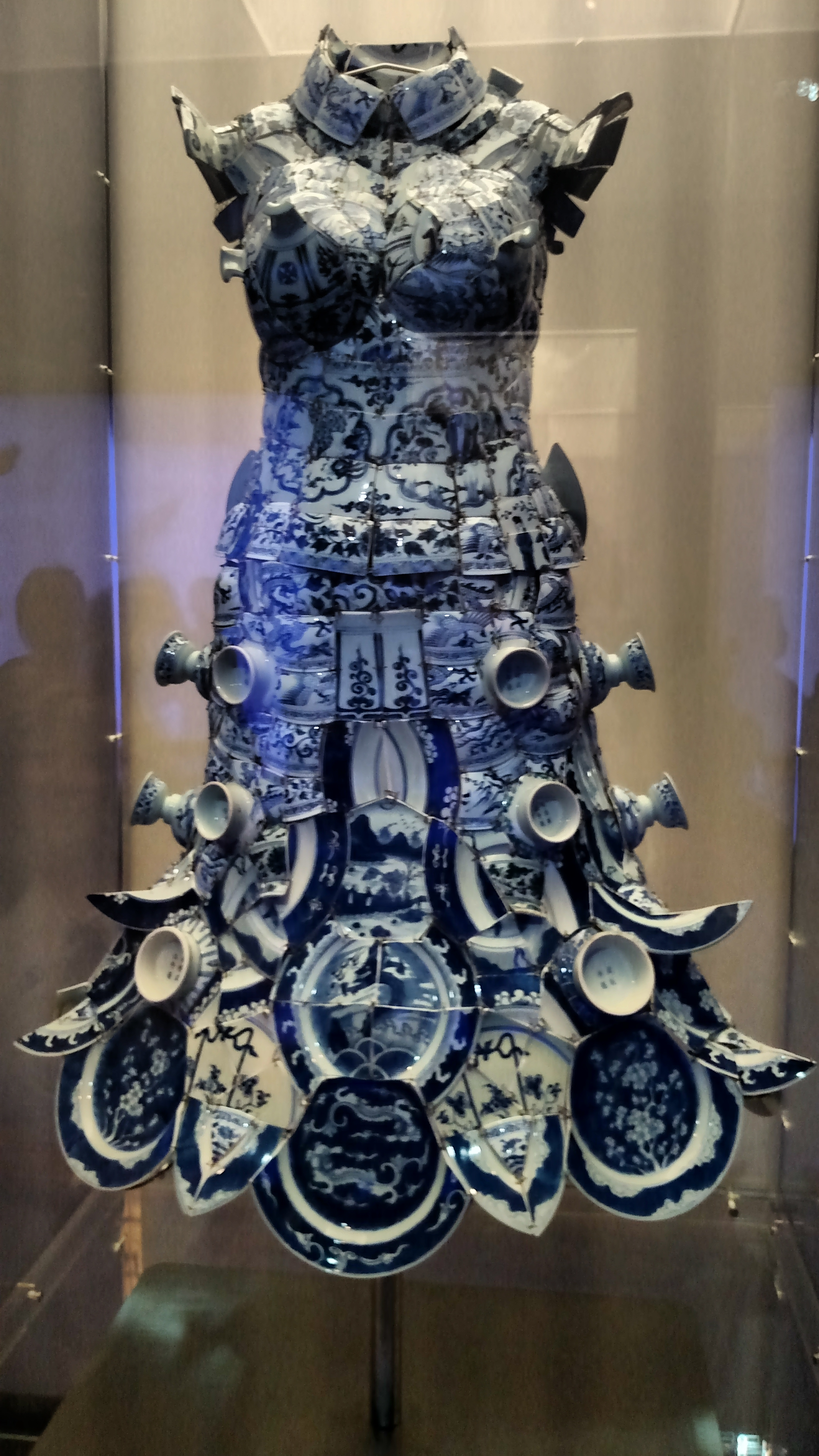
Платье дизайнера Ли Сяофэнь, сделанное из фарфора
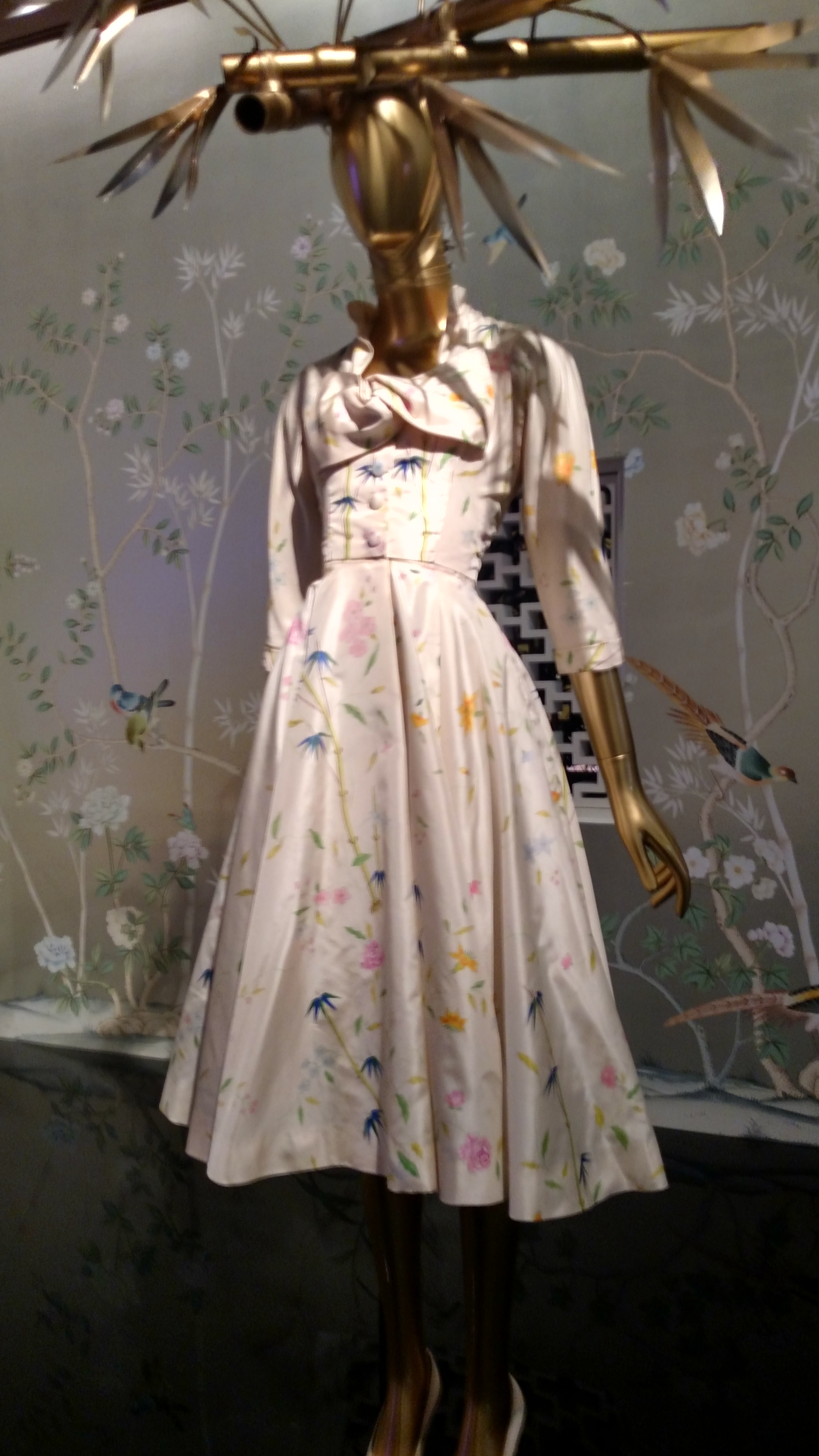
Платье от Balenciaga с китайским цветочным мотивом
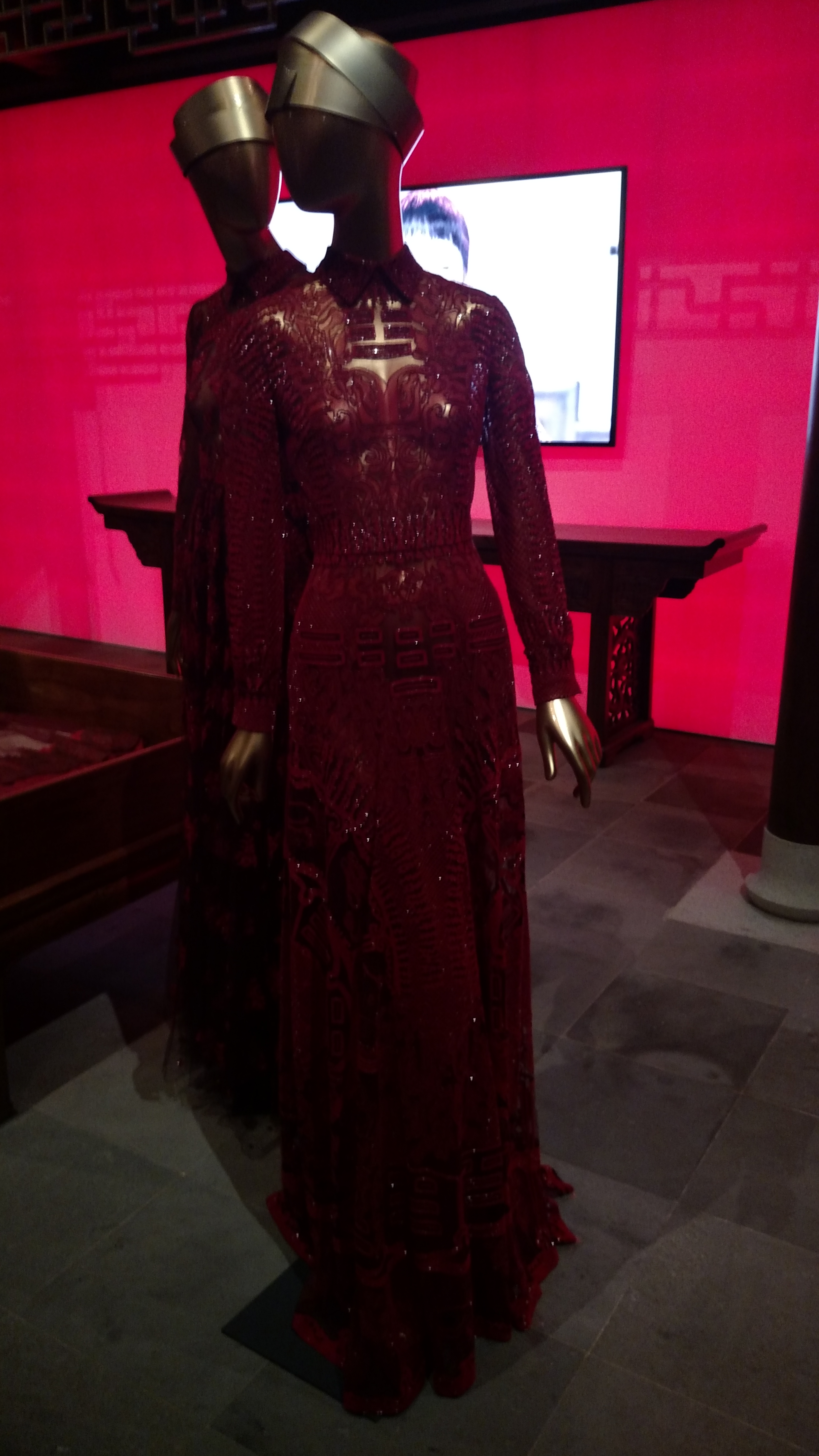
Вечернее платье от Valentino в духе китайского символизма
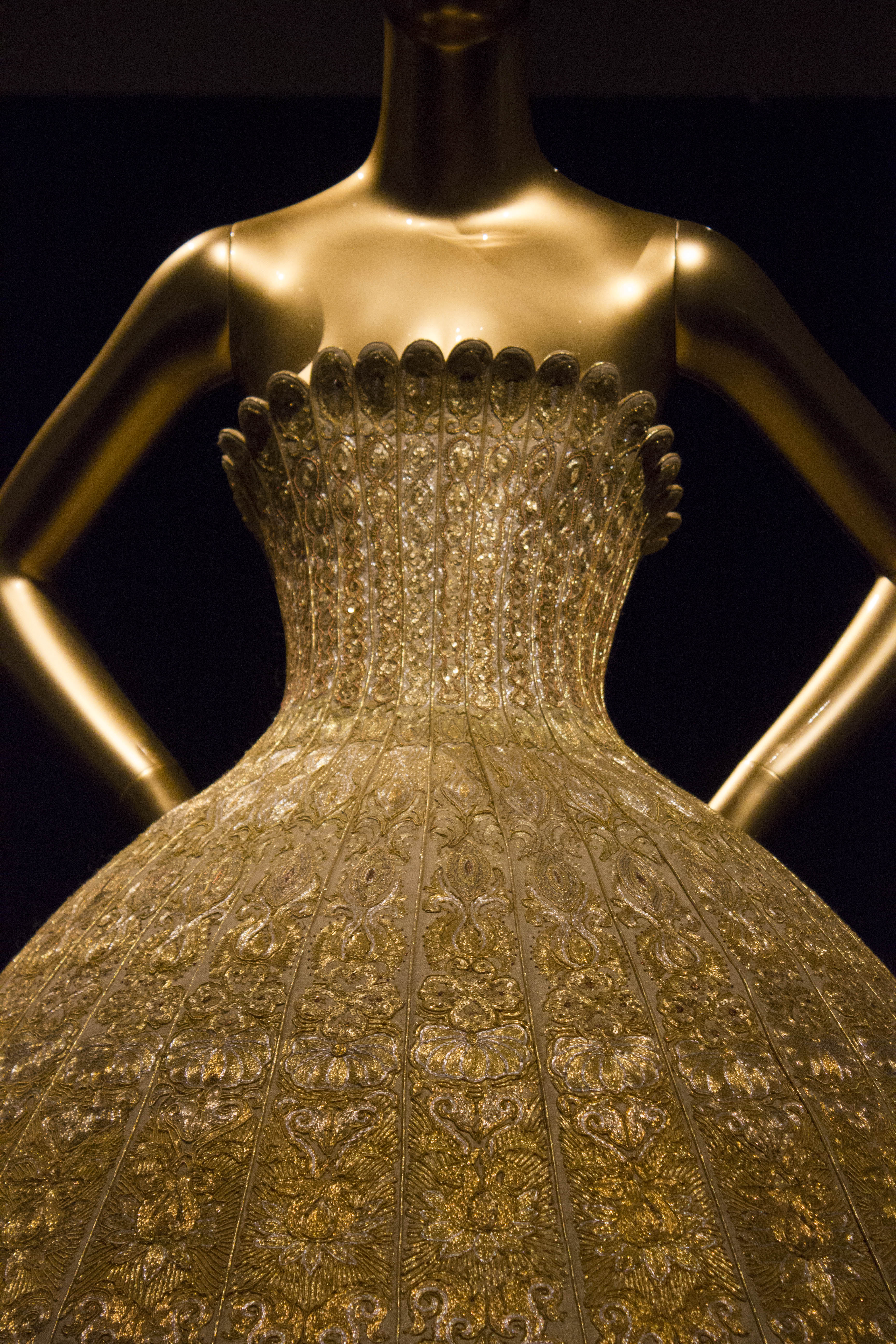
Платье авторства Го Пэй